# 山形县旗

制定当初的配色（1963年3月26日 - 1971年4月15日）

山形县旗（日语：／ Yamagata ken kii）是日本的47面日本都道府县旗之一。该条目是对山形县旗以及山形县章（日语：／）的解说。

## 概要
山形县旗是在1963年3月26日的县告示上通过制定的。中央的“∧∧∧”是“山形”的“山”与流经县内的最上川、白色的配色是藏王山的树冰，代表了雪的颜色，使人联想到县民的淳朴。底色制定之初是“浓青味的绿色”的，这种颜色是日本国旗（日之丸）中日章红色的补色，1971年4月16日县告示通过了改为“明丽的青色”的决定。
县章于1976年8月21日县告示通过，其设计理念与形状参见县旗的设计。

## 脚注
1. ↑  県旗の図案と色の理由について知りたい。（国立国会図書館・レファレンス協同データベース）